# Michael O’Leary (Schauspieler)
Michael O’Leary (* 27. März 1958 in Saint Paul, Minnesota) ist ein US-amerikanischer Schauspieler.

## Leben
O’Leary gab sein Fernsehdebüt 1980 in der Serie CHiPs. 1983 stieg er in die Seifenoper Springfield Story ein und verkörperte darin die Rolle des Rick Bauer. O’Leary verließ Springfield Story zunächst im Jahr 1991, stieg aber 1995 wieder ein und verkörperte danach immer wieder Rick Bauer bis zur Einstellung der Serie im Jahr 2009.  Seinen ersten und für viele Jahre einzigen Film Killer Spiele drehte er 1984 an der Seite von Sally Kirkland. 2022 war er in dem Horrorfilm Halloween Ends  in einer Nebenrolle zu sehen.
Michael O’Leary wurde für seine Rolle in Springfield Story 1985 für einen Emmy und 1989, 1990, 1997 und 2001 für den Sopa Opera Digest Award nominiert.
Er ist seit 1988 mit Joni Parker verheiratet. Das Paar hat zwei gemeinsame Kinder.

## Filmografie (Auswahl)
- 1980: CHiPs (Fernsehserie, 2 Folgen)
- 1981: The Greatest American Hero (Fernsehserie, Folge 2x07)
- 1981: Lovely But Deadly
- 1983: T. J. Hooker (Fernsehserie, Folge 2x17)
- 1983–2009: Springfield Story (The Guiding Light, Fernsehserie, mind. 536 Folgen)
- 1984: Killerspiele (Fatal Games)
- 1992: Doogie Howser, M.D. (Fernsehserie, Folge 3x19)
- 1999: Law & Order (Fernsehserie, Folge 10x05)
- 2002: Detention (Kurzfilm)
- 2018: New Amsterdam (Fernsehserie, Folge 1x06)
- 2021: FBI (Fernsehserie, Folge 3x10)
- 2021: Law & Order: Organized Crime (Fernsehserie, 2 Folgen)
- 2022: Halloween Ends
- 2023: Terror Lake Drive (Miniserie, 4 Folgen)